# Cantón de Noyant
El cantón de Noyant era una división administrativa francesa, que estaba situada en el departamento de Maine y Loira y la región de Países del Loira.

## Composición
El cantón estaba formado por quince comunas:
- Auverse
- Breil
- Broc
- Chalonnes-sous-le-Lude
- Chavaignes
- Chigné
- Dénezé-sous-le-Lude
- Genneteil
- La Pellerine
- Lasse
- Linières-Bouton
- Meigné-le-Vicomte
- Méon
- Noyant
- Parçay-les-Pins

## Supresión del cantón de Noyant
En aplicación del Decreto n.º 2014-259 de 26 de febrero de 2014, el cantón de Noyant fue suprimido el 22 de marzo de 2015 y sus 15 comunas pasaron a formar parte del nuevo cantón de Beaufort-en-Vallée.